# Club Deportivo Universidad San Martín de Porres
Universidad San Martín de Porres (USMP) is een Peruviaanse voetbalclub uit Lima.
De club werd in 2004 opgericht en in 2007 werd USMP kampioen van de Primera División Peruana. Daarom mocht het team deelnemen aan de Copa Libertadores in 2008. De eerste wedstrijd tegen River Plate uit Argentinië werd met 2-0 gewonnen.